# Grande Teatro Nacional
O Centro Nacional de Artes Cénicas ou Grande Teatro Nacional  (em chinês simplificado: 国家大剧院; em chinês tradicional: 國家大劇院; pinyin: Guójiā dà jùyuàn) é uma casa de ópera em Pequim. Foi inaugurado em 2007 com capacidade para 5452 pessoas sentadas e cerca de 12000 m² de área construída, sendo projeto do arquiteto francês Paul Andreu. A estrutura consiste em uma grande cúpula de titânio que parece estar cortada ao meio e rodeada por um lago artificial. A obra foi idealizada com o objetivo principal de contrastar com as construções antigas ao seu redor, como a Casa de Ópera de Sydney.
A cúpula ergue-se a aproximadamente 46 metros de altura, com vão de 213 m. Localiza-se no coração de Pequim, a oeste do conjunto formado pela Praça da Paz Celestial e pela Cidade Proibida e próximo ao Grande Salão do Povo, a sede da Assembleia Popular Nacional. Paul Andreu gostou da localização pois acredita que Pequim deve abrigar construções modernas em comparação ao seu desenvolvimento econômico. 

## Espaços
O Grande Teatro Nacional está divido em vários espaços que mesclam arte e arquitetura. O lago que o envolve é cercado por jardins e ciclovias. Os principais auditórios são:
- Salão de Ópera: É a maior sala do teatro e possui os mais avançados equipamentos utilizados em casas de ópera. Tem capacidade para cerca de 2019 espetadores.
- Salão de Teatro:  Abriga as apresentações da Ópera de Pequim, tem capacidade para 1040 pessoas.

Outro espaço memorável é o Quinto Espaço, composto por um corredor subterrâneo e um espaço destinado a artes plásticas.